# Carl Desiderius de Royer

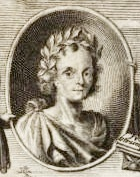
Carl Desiderius de Royer mit Dichterlorbeer im Titelkupfer seines Epigrammwerkes Musae juveniles, 1690

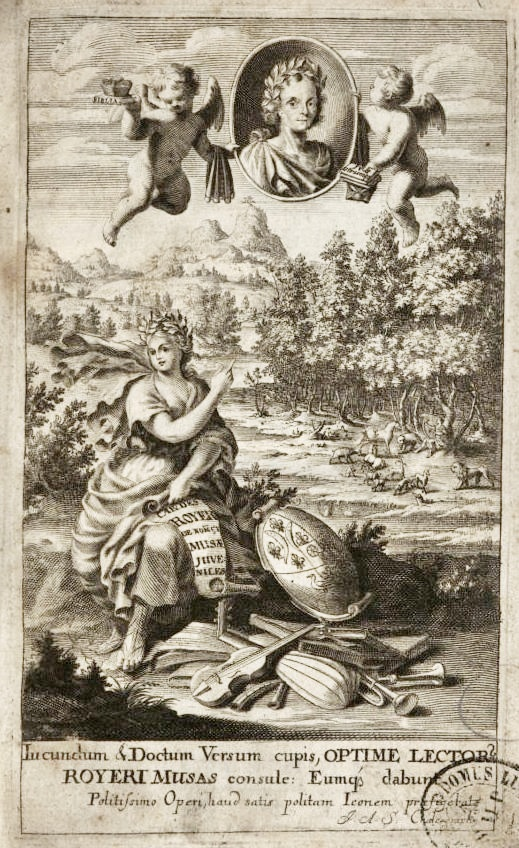
Titelkupfer des Epigrammwerkes Musae juveniles von Carl Desiderius de Royer, 1690

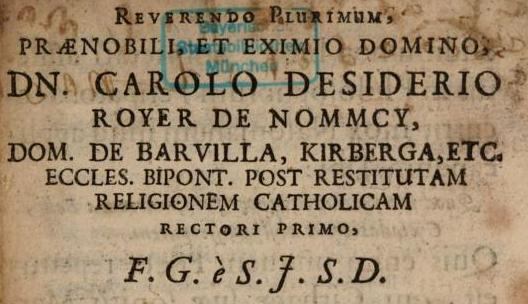
Titelblatt des Epigrammwerkes Musae juveniles von Carl Desiderius de Royer, 1690

Carl Desiderius de Royer auch Royer und Royer de Nommcy (* um 1650 in Saarbockenheim (heute Sarre-Union); † 25. März 1707 in Ladenburg) war ein katholischer Priester, geistlicher Schriftsteller bzw. Dichter in den Bistümern Metz und Worms; außerdem königlich französischer Visitator und Reorganisator des katholischen Kultes im Fürstentum Pfalz-Zweibrücken.

## Leben und Wirken
Carl Desiderius de Royer entstammte einer lothringischen Adelsfamilie. Auf die Frage nach seiner Herkunft antwortete er:

„Ob ich Deutscher bin, fragst du? Nein. Franzose? Auch das nicht. Und Lothringer? Am wenigsten. Lothringisch-Französisch-Deutsch. Das bin ich.“

Er wurde im elsässischen Hagenau am Jesuitenkolleg ausgebildet, empfing dort 1669 die Dichterkrone, studierte an der Akademie in Pont-à-Mousson und promovierte hier zum Doktor beider Rechte. Er erhielt die Priesterweihe und kam zur Zeit der Reunion (1680–1697) in das von der französischen Armee besetzte Fürstentum Pfalz-Zweibrücken. In dieser Gegend lebte durch den politischen Anschluss an das Königreich Frankreich auch die fast völlig untergegangene katholische Religion wieder auf und Royer wurde königlicher Visitator der katholischen Gemeinden in den besetzten Gebieten.
Zunächst wirkte Carl Desiderius de Royer 1686 als Pfarrer von Hornbach, dann von 1687 bis 1692 in Zweibrücken und von 1692 bis 1697 in Homburg (Saar). Während seiner Zweibrücker Amtszeit nahm er auf eigene Rechnung die Papierproduktion und den Druck in der herzoglichen Druckerei wieder auf, veräußerte den Betrieb aber später wieder. Anfangs war die dortige Alexanderskirche durch die Kriegsereignisse 1676/1677 weitgehend zerstört und de Royer musste die katholischen Gottesdienste in einem Privathaus feiern. Endlich wurde die Kirche renoviert und dort ein Simultaneum eingerichtet. Nach Abschluss der Arbeiten ließ der Priester einen von ihm gedichteten Vers in die Außenmauer einhauen, der lautete: „Tausend sechs hundert und siebenzig sieben, von dieser Kirch ist wenig blieben, indem durch Krieg sie ganz verstört, die Stadt auch wurd durchs Feuer verzehrt. Tausend, sechshundert, achtzig neun wurd sie wieder erbauet fein.“
De Royer war in Hornbach wie in Zweibrücken der erste katholische Seelsorger nach der Reformationszeit und er betätigte sich eifrig am Wiederaufbau des katholischen Lebens in der Region. In diesem Zusammenhang wirkte er auch als religiöser Schriftsteller. 1689 schrieb er das katechetische Buch Catholische Glaubens-Burg, für die Wallfahrt zur Kreuzkapelle in Blieskastel verfasste er 1692 ein Pilgerbüchlein mit dem Titel Die glorreiche Erhöhung des Heiligen Kreuzes.
1696 hatte Royer ein Haus bei der alten Kirche von Meisenbach (heute Ruine, zu Thaleischweiler-Fröschen gehörig) gekauft, um die dortigen Cyriakus-Wallfahrten wieder zu beleben. Er setzte einen Pater ein, der vor Ort wohnte und die Kirche betreute. Hierüber kam es mit dem zuständigen Bischof von Metz zu Streitigkeiten und er entließ Royer als Pfarrer von Homburg.
Der Geistliche wechselte ins Bistum Worms. Am 7. Januar 1699 taufte er noch im westpfälzischen Rodalben, als der Diözese Metz angehörender Dechant von Zweibrücken, vertretungsweise ein Kind. Am 26. Mai des Jahres ernannte ihn der Bischof von Worms bereits zum Pfarrer von St. Gallus in Ladenburg. Über seine dortige Tätigkeit heißt es in dem Werk Politische und Kirchen-Geschichte von Ladenburg und der Neckarpfalz:

„Dieser erste Weltgeistliche nach Vertreibung der Kapuziner spielte in der kritischen Lage, worin sich damals die katholische Geistlichkeit befand, eine Rolle, die seinen Namen auf immer der Vergessenheit entreißen muß. Seine Pastoralklugheit war vortrefflich und ganz dem Geiste der Religion angemessen. Er wagte Alles zum Flor derselben ohne dabei eine andere Religionspartei feindlich zu behandeln. Er war äußerst darauf bedacht den Katholiken ihre alte Vorzüge zu verschaffen ohne denen nachtheilig zu werden, die sich zu andern Confessionen bekannten. Die Lutheraner erhielten freie Religionsübung unter ihm und die Reformirten zollen ihm dazu ihre Zufriedenheit, daß unter den aufgehäuften Stößen von Religionsbeschwerden, welche der Kirchenrath zu Heidelberg gesammelt hat, nicht eine Silbe gegen Royer vorkömmt.“

Wegen seiner Fähigkeiten wurde der Priester, der auch den Doktorgrad Juris Utriusque (weltliches und kirchliches Recht) besaß, von Fürstbischof Franz Ludwig von der Pfalz-Neuburg 1701 in den geistlichen Rat der Diözese Worms berufen. Gleichzeitig avancierte er zum Pfarrer der Johanneskirche (Tauf- und Pfarrkirche des Wormser Doms). Seine Nachfolge als Seelsorger in Ladenburg trat Johann Anton Wallreuther, der spätere Weihbischof, an.

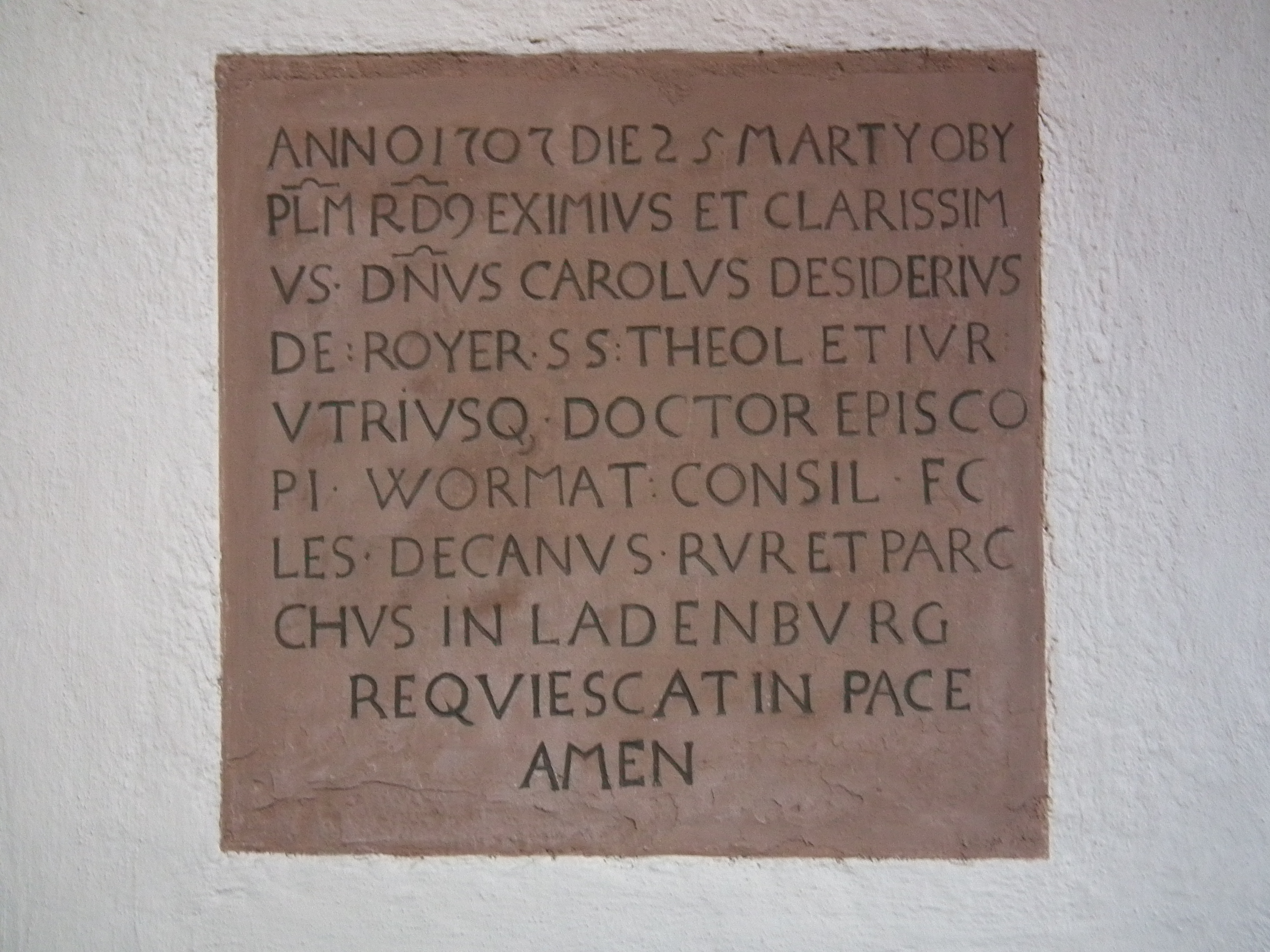
Epitaph in Ladenburg, St. Gallus

Zum 16. Heiligen Jahr, 1700, verfasste Royer das Buch Christ-Catholisches Tractätlein von dem Ablas und Jubilæo, 1702 publizierte er den Christkatholischen Wormssischen Catechismus, 1707 das umfangreiche Werk Florilegium oratorium.
Infolge „zerrütteter Gesundheit“ kehrte Carl Desiderius de Royer am 31. Oktober 1705 nach Ladenburg zurück, wo er 1707 starb. Er wurde in der St. Galluskirche beigesetzt; dort hat sich sein Epitaph erhalten.
Er publizierte zahlreiche Schriften in lateinischer, deutscher und französischer Sprache und gab daneben 1701 die gesammelten Werke des Kirchenlehrers und Patriarchen von Konstantinopel Johannes Chrysostomos griechisch-lateinisch heraus. Persönliche Angaben enthält das 1690 in Paris publizierte Epigrammwerk Musae juveniles. Dort ist er im Titelkupfer von Johann Adam Seupel mit Dichterlorbeer abgebildet, wobei der linke Engel am Portraitmedaillon eine Bibel und ein Birett hält, als Hinweis auf seinen Priesterstand. Manche der Epigramme betreffen das Zeitgeschehen, etwa die Zerstörung der Stadt Speyer 1689.

## Schriften
- Die Vorrede zu den Musae juveniles (zweite, vermehrte Ausgabe, Paris 1690, S. 6f.) zählt zwölf vor 1690 erschienene Schriften einzeln auf und weitere zehn druckreife. Weiter erschienen:
- Catholische Glaubens-Burg. Köln 1689. Zum Buch Catholische Glaubens-Burg
- Wahrhaffter Glaubens-Spiegel. Köln 1690.
- Musae juveniles, zweite, vermehrte Ausgabe. Paris 1690. Neudruck Frankfurt am Main 1701. Komplettansicht der Ausgabe Paris 1690
- Die glorreiche Erhöhung des Heiligen Kreuzes. 1692
- Tu en agiois patros ēmōn Iōannu Chrysostomu, Archiepiskopu Konstantinupoleōs, apanta ta euriskomena: = Sancti Patris Nostri Ioannis Chrysostomi Archiepiscopi Constantinopolitani Opera omnia. Mainz 1701. Neudruck Antwerpen 1723
- Thesaurus Indeficiens. Das ist: Christ-Catholisches Tractätlein Von dem Ablas Und Jubilæo, Worms 1701. Zum Buch Christ-Catholisches Tractätlein
- Controvers-Catechismus. s. l. 1701
- Christkatholischer Wormssischer Catechismus. Worms 1702. Zum Wormser Katechismus
- Piae Lacrymae, In Obitu Insperato Leopoldi I. Romanorum Imperatoris. Worms 1705
- Musa Lotharena, Josepho Primo Romanorum neo-imperatori augustissimo, de suscepto feliciter orbis christiani regimine … gratulans. Worms 1705
- Florilegium oratorium. Worms 1707. Zur Ausgabe Worms 1707. Neudruck Mainz 1727. Komplettansicht der Ausgabe Mainz 1727